# Saint Thomas Middle Island
Saint Thomas Middle Island is een van de veertien parishes van Saint Kitts en Nevis. Het ligt op het hoofdeiland Saint Kitts en de hoofdstad is Middle Island.
In 1624 werd Old Road Town gesticht door Thomas Warner als eerste Britse nederzetting op Saint Kitts. Rond het dorp werden de suikerrietplantages Wingfield Estate en Romney Estate aangelegd. Wingfield Estate is vervallen tot ruïne, maar op de plantage bevinden zich petrogliefen van de Kalinago inheemsen. Op Romney Estate bevindt zich een botanische tuin en de Caribelle Batikfabriek. Batik is een Indonesische vorm om kleding van een gekleurde decoratie te voorzien.
In 1689 werd door de Fransen kanonnen geplaatst op Brimstone Hill. De heuvel werd in 1690 door de Britten veroverd, en de Brimstone Hill Fortress werd op de locatie gebouwd. Het constructie van het fort in huidige vorm duurde bijna een eeuw. In 1853 werd het fort verlaten, maar werd in 1992 gerestaureerd. In 1999 werd het op de werelderfgoedlijst van de UNESCO geplaatst.
Saint Kitts: Christ Church Nichola Town · Saint Anne Sandy Point · Saint George Basseterre · Saint John Capisterre · Saint Mary Cayon · Saint Paul Capisterre · Saint Peter Basseterre · Saint Thomas Middle Island · Trinity Palmetto Point

Nevis: Saint George Gingerland · Saint James Windward · Saint John Figtree · Saint Paul Charlestown · Saint Thomas Lowland